# Parafia św. Jakuba Apostoła w Ośnie Lubuskim
Parafia św. Jakuba Apostoła w Ośnie Lubuskim – parafia rzymskokatolicka, administracyjnie należąca do dekanatu Rzepin diecezji zielonogórsko-gorzowskiej, metropolii szczecińsko-kamieńskiej w Polsce, erygowana 9 maja 1895.